# Elènia plúmbia
L'elènia plúmbia (Elaenia strepera) és un ocell de la família dels tirànids (Tyrannidae).

## Hàbitat i distribució
Habita els boscos del centre, sud i sud-est de Bolívia i nord-oest de l'Argentina.